# Aviglianai-tavak
Az Aviglianai-tavak' (olaszul i Laghi di Avigliana) két moréna-eredetű  tó az olaszországi Piemontban a Lago Grande és a Lago Piccolo. Területük 0,9 és 0,6  km².

## A Lago Grande
A Lago Grande, amit valaha Lago della Madonna-nak neveztek,  91,4 hektár területű, legnagyobb mélysége 26 méter, és  352 méteres tengerszint feletti magasságon fekszik. A partján találjuk a Madonna dei Laghi-szentélyt.

## A Lago Piccolo
A Lago Piccolo, más néven Lago di Trana, régebben Lago di San Bartolomeo  61,09 hektár területű legnagyobb mélysége 12 méter. A környező erdős dombok patakjai táplálják.

## A természetvédelmi terület
A tavak körüli 1980 óta nádas természetvédelmi terület, ahol sok madárfaj él, pl szürke gém, tőkés réce, fulica neműek, búbos vöcsök és a vízityúk.